# Japanska mitologija
Japanska mitologija je veoma bogata i raznovrsna. Uglavnom je zasnovana na autohtonoj japanskoj religiji šinto, ali ima i uticaja budizma i drugih dominantnih religijskih tradicija u Japanu, kao i raznih primesa verovanja i legendi lokalnih sredina. Japanski mitovi su se razvijali iz istih razloga kao i mitovi drugih zemalja, da bi objasnili nastajanje sveta, prirodne fenomene, običaje i obrede, nazive nekih toponima itd. Iako japanska mitologija ima veoma dugu istoriju od preko 2000 godina, prvi zapisi se javljaju tek početkom osmog veka nove ere. Naime, Japanci do 5. veka nove ere nisu imali pismo, te su postojali ljudi, poznati kao kataribe čija je dužnost bila da usmeno prenose mitove i predanja u vreme kada nije bilo pisma ili ono nije bilo rasprostranjeno u Japanu. Najstariji poznati pisani izvor o drevnom Japanu i njegovoj mitologiji je Kođiki ili Zapisi o drevnim događajima sastavljen 712. godine.

### O starim vremenima
Jednom davno haos koji je do tada vladao je počeo da se gasi i došlo je do razdvajanja Neba i Zemlje. U tom procesu su nastala tri boga koja su predstavljala početak stvaranja. Pojavila su se i dva Duha, koja su predstavljala roditelje svega postojećeg. Ti duhovi su se zvali Izanagi i Izanami, brat i sestra, koji su izrodili japanska ostrva i druge bogove. Iako su začeci daleki i slabo znani, preko njih se može naučiti o svetu u kome su se izrodili bogovi i čovek.

### CarTenmui priređivanje hronike Kođiki
Od 673. do 686. godine, vladao car Tenmu koji je zagospodario čitavim japanskim arhipelagom (drevni naziv: Zemlja osam velikih ostrva). Pre nego što će doći na vlast, car Tenmu ugledao je na obali reke crni oblak kako se širi nebom i prorekao je da će osvojiti presto. Međutim, nije još bilo vreme za njegovu vladavinu,  pa je odlučio da postane monah i da živi monaškim životom dok mu ljudi ne postanu naklonjeni. 
Nakon bitke sa prvim prestolonaslednikom i pobede nad njim, Tenmu dolazi na vlast, okružujući se sa tri svete carske regalije: ogledalo, mač i jaspis. Car je veoma mudro vladao, vođen delanjem Jin i Janga i redovnim ciklusom 5 elemenata: voda, vatra, zemlja, metal i drvo. 
Car je naredio jednom dvorskom činovniku, nižeg ranga da prouči i upamti „Hronike careva“ i „Knjige predanja“, koje su rodoslovna dokumenta koja sadrže imena careva, carica i prinčeva, godine smrti i mesto grobnica. Međutim, car nije dočekao da vidi kraj tog poduhvata.

### Carica Genmei i završetak hronike Kođiki
U periodu od 707. do 715. godine vlada carica Genmei, nećaka cara Tenmua. Ona 710. godine uspostavlja prestonicu u Nari i otvara put ka političkom i kulturnom uzdizanju carstva. Njena vladavina je opisana kao plemenita, a ona sama je opisana kao carica koja je posedovala sve vladarske vrline. 
Ona je želela da ispravi greške i neispravnosti u delima “Knjiga predanja” i „Hronike careva“ te je 711. godine zapovedila svom podaniku Jasumaru da ispravi i zavši ova dela. Međutim, u tom periodu je bilo veoma teško sastaviti rečenicu i izraziti misao i sve to napisati kineskim pismom. Zbog toga je Jasumaro primenio japansko čitanje kineskih znakova i tako napisao delo mešavinom kineskog i japanskog jezika i čitanja.
Zapisi počinju postankom neba i zemlje a završavaju se vladavinom carice Suiko (592. godine). Jasumaro je napisao tri knjige koje je ponizno predao svojoj carici.

## Postanje

### Pet nebeskih bogova
Kada su se razdvojili Nebo i Zemlja, izmišljena je zemlja nebeskih bogova na Nebu i tu je prvi nastao bog Ame no Minakuši (Nebeski bog Središnji gospodar), zatim Takami Musuhi (Uzvišeni bog Stvoritelj), zatim bog Kamu Musuhi (Sveti bog Stvoritelj). Svi bogovi su bili samotni jer polovi još nisu bili razdvojeni. 
Posle toga su nastala još dva boga: Umaši Ašikabi Hikođi (bog trskovog izdanka) i Ame no Tokotaći (bog večnosti Neba). Ovih pet nebeskih bogova su smatrani posebnim nebeskim bogovima i oni se nikada nisu prikazali, te se ne zna njihov izgled.

### Sedam pokolenja bogova
Nakon pet prvobitnih bogova su nastala mnoga božanstva od boga Kuni no Tokotaćija (bog večnosti Zemlje) do boginje Izanami, koja se nazivaju sedem pokolenja bogova. Neki od tih bogova su: bog Uhiđini (bog blata) i njegova sestra, boginja Suhiđini (boginja peska), bog Cunogui (bog bokorenja bilja) i njegova sestra, boginja Ikugui (boginja rađanja bilja), bog Ootonođi (bog velikih vrata) i njegova sestra, boginja Ootonobe (boginja velikih vrata) i bog Omodaru (bog usavršavanja Zemlje) i njegova sestra, boginja Ajašikone (boginja velikog poštovanja). 
Od boga blata sva naredna božanstva imaju partnera suprotnog pola, odnosno svoju sestru i suprugu.

## Izanami i Izanagi
Izanami i Izanagi su božanstva koja su vezana za mit o nastanku Japana, odnosno za stvaranje Japanskih ostrva i ostalih bogova. Pre rođenja Izanamija i Izanagija, postojalo je šest generacija Kamija koji su tražili od Izanamija i Izanagija da stvore zemlju. Oni su sa nebeskog mosta uronili nebesko koplje, dobijeno od božanstava u vodu i tako napravili ostrvo Onogoro na koje su se nastanili i na kojem su napravili stub i kuću.

### Nastanak zemlje i bogova
Svi nebeski bogovi zapovediše bogu Izanagiju i boginji Izanami da uobliče i učvrste ovu plutajuću zemlju i tako ih zaduživši, dadoše im draguljima optočeno nebesko koplje zahvaljujući kojem su stojeći na lebdećem nebeskom mostu napravili prvo ostrvo Onogoro („samozgrušano“). Božanski par, sišavši na to ostrvo, podiže nebeski stub i uz njega palatu i odlučuje da se venča i donese na svet nove generacije bogova i nova ostrva na Zemlji. Takođe odlučuje da stvori i ritual kojim će proslavili sjedinjenje u svetu zajednicu.
Prilikom kružnog rituala oko stuba, Izanami je, videvši Izanagija uzviknula, puna oduševljenja na šta je Izanagi uzvratio ali je i podsetio da žena nikada ne bi trebalo da govori prva u ovakvim prilikama. Nakon njihove prve svadbene noći nastaje Hiruko, deformisano dete bez kostiju, nalik na pijavicu a zatim i ostrvo Ava. Izanagi i Izanami su se, zabrinuti, vratili na nebo, kako bi otkrili šta je uzrok ovom deformitetu. Rečeno im je da nije dobro to što je žena prozborila prva te je tako ukaljala njihov brak i stoga par mora da ponovi ceremoniju.
Kada je greška ispravljena nastalo je niz ostrva: ostrvo Avađi no Honosavake, Ijo no Futana, Oki no Micugo, Cukuši, Iki, Cušima, Sado i Ojamato Tojakizu; odnosno stvorena je Zemlja osam velikih ostrva, Ojašima. Nakon osam najvećih ostrva koja čine Japan, Izanagi i Izanami su stvorili božanstva mora, vetra, planina, reka, drveća i pirinča. Izanami Izanagi izrodiše ukupno četrnaest ostrva i trideset pet bogova.
Nedugo zatim rođen je bog vatre, Hi no Kagucući čije je rođenje imalo kobne posledice. Tokom porođaja, Izanami je pretrpela strašne opekotine i pala na zemlju. Nakon njene smrti, mnogi drugi bogovi su rođeni, uključujući i boginje zemlje i vode. Od suza, koje je Izanagi prolio oplakujući svoju ljubav, nastala su mnoga božanstva, a u nastupu besa Izanagi je Kagucućija raskomadao mačem. Od preostalih delova nastali su novi bogovi, a od rasprskane krvi nastale su zvezde koje formiraju Mlečni put.

### Odlazak boga Izanagija u podzemlje
Izanagi je želeo da vrati svoju ljubav, Izanami, pa ju je pratio do Zemlje Jomi (zemlja noćne tame), podzemnog sveta mrtvih. Našavši je u mraku, Izanagi ju je preklinjao da se vrati ali ona je odbila, objasnivši mu da je pojela jelo pripremljeno na ognjištu (verovalo se da onaj ko okusi hranu iz drugog sveta postaje njegov stanovnik) i da stoga ne može da se vrati u svet živih.
Kasnije, kada je Izanami legla da spava, Izanagi je upalio baklju kako bi mogao da je vidi i video je samo raspadnuto telo svoje supruge. Prizor ga je toliko šokirao da je ispustio baklju i počeo da beži. Probuđena Izanami je pokušala da ga zaustavi tako što je poslala grdobe (ružne devojke iz Zemlje noćne tame), osam bogova gromova i hiljadu pet stotina vojnika za njim. Međutim, Izanagi je ogromnim kamenom zagradio put između sveta živih i mrtvih i tako pobegao. Njih dvoje se tako razvenčaše. Od tada, svakog dana neizbežno umre hiljadu ljudi, a hiljadu i pet stotina bude rođeno. Tako je svet spoznao smrt i zato je boginja Izanami poznata i kao velika boginja Ćišiki („velika boginja što sustiže na putu“).

### Pročišćenje boga Izanagija
Videvši trag podzemlja na svojoj koži, Izanagi, želeći da se očisti, odlazi u zemlju Himuka, na ostrvo Cukuši da se opere (misogi: pranje tela toplom vodom radi pročišćavanja od grehova i nečistoće je jedan od najznačajnijih verskih obreda u šintoizmu). Skidanjem onoga što imaše na sebi nastaše dvanaest bogova. Bogovi nesreće nastadoše od prljavštine koju je Izanagi pokupio na putu kroz nečistu zemlju. Kako bi se ispravilo zlo koje oni učiniše nastaše još tri božanstva.
Dok se kupao, od njegovog levog oka je nastala velika boginja Amaterasu (kojoj Izanami poveri vlast nad Uzvišenim nebeskim poljem), od desnog bog Cukujomi (bog Meseca kojem je poverena vlast nad Zemljom noći), a od nosa bog Take Haja Susano (bog oluje, koji je vladao nad Morskim poljem).

## Mit o bogu Susanoo i boginji Amaterasu

### Bog Susanoo odlazi na nebo
Dok su ostali bogovi vladali i poštovali zapovesti koje su im dodeljene Susanoo je bio nezadovoljan, plakao je i jadikovao, ne vodeći računa o zemlji ona se našla u haosu. Izanagi videvši to i podstaknut Susanoovom željom da ode u podzemni svet proteruje ga tamo. 
Susanoo traži da o tome obavesti sestru i odlazi na nebo. Sve je se toliko treslo dok je on dolazio da se Amaterasu uplašila razloga njegovog dolaska, strahujući da će joj preoteti zemlju. Kako bi dokazao da nema nečasne namere Susanoo joj predloži da stvore bogove. Velika boginja Amaterasu je tražila od brata da joj preda svoj mač dug deset šaka, prelomila ga je na tri dela i isprala ih u nebeskom izvoru Mana. Zatim ih je sažvakala i ispljunula, a u izmaglici njenog daha nastale su tri boginje po imenu Takiribime, Ićikišimahime i Takicuhime. Potom je bog Susanoo zatražio od nje nisku od petsto dragulja koju je isprao u izvoru Mana, sažvakao i ispljunuo tako stvorivši boga Masakacuakacu Kaćihajahi Ame no Ošihomimi. Nastavio je da uzima njene dragulje sve dok od njih nije napravio još četiri boga, a to su: Ame no Hohi, Amacuhikone, Ikucuhikone, Kumano Kusubi. Tad Amaterasu reče: ''„Ovih pet dečaka koji se kasnije rodiše nastajahu iz stvari što pripadahu meni, i stoga, oni su, prirodno, moja deca. Tri devojčice koje se prve rodiše nastajahu iz stvari što pripadahu tebi, i stoga, one su tvoja deca.“''. Onda Susanoo reče kako je zahvaljujući svojim čistim i jasnim namerama stvorio nežne boginje pa je pobeda njegova. Tada stade da divlje slavi pobedu, rušeći međe, zatrpavajući pirinčana polja, a onda je odrao nebeskog konja i bacio u tkaonicu, nebeska tkalja je se toliko uplašila da je se ubola na tkački čunak i umrla.

### Povlačenje Amaterasu u nebesku pećinu
Amaterasu su toliko uplašila dela njenog brata da je se zatvorila u nebesku pećinu. Svet je prekrila tama i desile su se razne nesreće. Stoga osam miliona bogova se okupilo i zadužilo boga Omoikanea da smisli šta da čine. Izvadili su najtvrđe nebesko kamenje iz nebeske reke Jasu, gvožđe iz nebeskog rudnika od kojih su kovač Amacumaru i boginja Išikoridome napravili ogledalo, bog Tamanoja je izradio nisku od petsto dragulja, zatim su iskopali iz korena sveto drvo klejera sa petsto grana koje raste na nebeskoj planini Kagu. Na gornje grane su okačili nisku, na srednje ogledalo, a na donje bele i plave platnene trake. Sve je to bog Futotama držao kao uzvišenu ponudu, očitana je molitva, a bog Ame no Tađikarao se sakrio uz vrata pećine. Onda boginja Ame no Uzume poče trupkati nogama po bačvi ispred vrata i kao da je bila zaposednuta božanskim duhom razgoliti grudi i međunožje. 
Bogovi su se toliko tome smejali da je Amaterasu provirila iz pećine i upitala kako to da Ame no Uzume tako pleše i bogovi smeju kad je njeno povlačenje ispunilo zemlju tamom. Na to joj Ame no Uzume odgovori da postoji jedan bog uzvišeniji od nje pa se zato oni raduju. Bog Futotama iznese ogledalo pred Amaterasu, a ona kako bi ga bolje videla približi se izlazu i tad je Ame no Tađikarao uhvati za ruku i izvuče napolje, a svet opet beše osvetljen.
Onda je osam milona bogova odredilo kaznu bogu Susanoo, odsečeni su mu brada i nokti kako bi se iskupio i biva izopšten. Zatim je Susanoo zatražio hranu od boginje Oogecuhime, a ona je iz svog nosa, usta i zadnjice izvadila razne đakonije i od njih mu pripremila jelo. Videvši to on pomisli da mu nudi opoganjenu hranu i odmah je ubi. Iz njene glave nastade svilen buba, iz očiju pirinač, uha proso, nosa crveni pasulj, međunožja ječam, a iz zadnjice soja. Njihova zrna su se skupila i upotrebila za seme.

### Bog Susanoo ubija džinovsku zmiju
Nakon što je izopšten Susanoo silazi u zemlju Izumo. Tamo nailazi na starca i staricu kako plaču koji su zapravo bili bog Oojamacumija i boginja Tenazući. Oni su nekada imali osam ćerki ali džinovska osmoglava zmija svake godine dođe i proguta po jednu. Na Susanoovo pitanje kakva je zmija Oojamacumija odgovori: „Oči su joj crvene poput plodova ljoskavca, a na telu joj osam glava i osam repova. I još, po njoj rastu mahovina, čempresi i kedrovi, prostire se koliko osam dolina i osam gora, a pogledaš li joj stomak, on je uvek otečen i krvav.“ 
Susanoo zatraži od starca da mu da ćerku i pretvori je u češalj koji je zadenuo u kosu. Zatim bogu i boginji naloži da pripreme osam puta prevreli sake, da okolo podignute ograde otvore osam kapija i na svaku da stave po postolje, a na svako postolje bačvu i u njih sipaju osam puta prevreli sake, pa da čekaju. Oni tako uradiše, pa kad je došla džinovska osmoglava zmija ona u svaku bačvu uroni po jednu glavu i ispi sake. Zmija je se toliko napila da je zaspala i tada je Susanoo iseče na komade. Kada je sekao jedan od središnjih repova sečivo mu se okrnjilo, iznenađen rasporio je rep i pronašao mač poznat kao Kusanagi i predao ga boginji Amaterasu.

## Podvizi boga Ookuninušija
Ookuninušija je imao mnoštvo braće ali oni su svoju zemlju prepustili njemu i on je postao tako Veliki gospodar Zemlje. Ookuninušio je bilo ime koje je on nosio kao lokalni bog. Ove priče stoga govore o tome kako je on kroz razne podvige postao veliki gospodar Zemlje takođe jedna od priča govori i o njegovom stradanju.

### Beli zec iz Inabe
Ookuninušija je imao mnoštvo braće ali oni su svoju zemlju prepustili njemu tako što su naumili da svaki za sebe zatraži ruku Inaba-e no Jagamihime koja je bila boginja iz mesta Jagami u zemlji Inaba. Zatim su se braća uputila ka tom mestu vodeći boga Oonamuđija kao slugu da im nosi vreću. Kada su došli do Keta tamo su zatekli jednog zeca. Osamdeset bogova su zecu rekli da se okupa u morskoj vodi zatim da legne na vrh planine da ga vetar produva, zec je to uradio. Kako mu se koža sušila tako je i od vetra ispucala. Zec je u mukama i bolovima plakao. Kada ga je ugledao bog Oonamuđi koji je stigao poslednji pitao ga je zašto leži i plače, na to mu je zec pojasnio da je hteo da pređe preko mora ali nije imao čime zato je uspeo da nasamari morskog psa tako što ga je nagovorio da se nadmeću i da izbroje ko od njih dvojice ima više rođaka. Tako je zec pretrčao preko svih rođaka da bi ih izbrojao i samim tim prešao je preko mora. Nakon toga je sreo osamdesetoricu braće koji su mu rekli da se okupa u morskoj vodi i da leži na vetru, ali sad je zec ostao nasamaren i od muke i bola je počeo plakati. Bog Oonamuđi mu je poručio da ode od ušća reke u more i da se okupa u slatkoj vodi pa potom da uzme polen rogoza i da ga prospe po zemlji i da se valja po njemu na taj način će mu se koža oporaviti. Zec je poslušao boga Oonamuđija. On se danas naziva Usagikami, bog Zec.

### Stradanja boga Ookunašija
Jagamihime je stala uz boga Oonamuđija. Osamdesetoricu bogova je to razljutilo i odlučili su da ga ubiju tako što su užareni kamen pustili niz planinu. Kada je uhvatio užareni kamen spržio se o njega i umro. Nakon toga, njegova majka je od silnog jadikovanja otišla na Nebo i obratila se boginji školjki Kisagaihime. Ona je poslala boginje školjki Kisagaihime i Umugihime da ga izleče i ožive, što su i uradile.

### Odlazak u zemlju Ne
Oonamuđi je ponovo pobegao od osamdeset bogova, majka ga je spasila i uputila bogu Oojabikou u zemlju Ki. Kada je došao kod tog boga on ga je pustio da umakne i rekao mu da ide u podzemnu zemlju Ne u kojoj je bog Susanoo ali tu je došla Susanova kći koja se zagledala u njega, on se njoj dopao ali Veliki bog kada je došao da ga vidi prvo ga je smestio u pećinu u kojoj je bilo zmija. Susanova kći Suseribime mu je dala maramu protiv zmija koja ga je štitila. Sledećeg dana Veliki Bog ga je smestio u pećinu gde su ose i stonoge. Ona ga je opet spasila dajući mu maramu. I poslednji put mu je naredio da donese strelu iz polja ali je upalio svuda vatru. Spasili su ga miševi. Kada ga je bog vratio kući, opet ga je Suseribime spasila od zapovesti njenog oca. Oonamuđi uze Velikog boga za kosu i priveže ga za grede a svoju ženu Suseribime stavi na leđa, uze mač života, luk i strelu života i poče bežati. Bog mu je rekao da će tim mačem da rastera osamdeset bogova i da će time da postane bog Ookuninuši.

### Bog Sukunabikona i bog planine Mimoro
Ookuninuši je živeo na obali Japanskog mora u zemlji Izumo. Tu je došao bog leptira svilene bube i pitao ga za ime, ali mu on nije rekao. On se obratio uzvišenoj majci boginji Kamu Musuhi i ona mu je rekla da je to njeno dete, rekla mu je da se udruže i da izgrade zemlju. Ookunuši je pitao koji bog sa njim može da izradi zemlju, tada mu je prišao bog koji je obasjao more i rekao mu je da ako umiri njegov duh da će moći da izgradi zemlju sa njim i to na vrhu planine. To je bog koji živi na vrhu planine Mimoro.

## Bog Hiko Ho no Ninigi

### Rođenje Hiki Ho no Ninigija i zapovest o silasku
Velika boginja Amaterasu i bog Takagi naložiše prestolonasledniku, bogu Masakacuakacu Kaćihajahi Ame no Ošihomimiju da siđe u Središnju zemlju trščanih polja i da gospodari njome. Bog Masakacuakacu Kaćihajahi Ame no Ošihomimi oženio se boginjom Jorozuhata Tojoakicušihime nakon što mu se rodio sin. Njegov sin bio je bog Amenikiši Kuninikiši Amacuhiko Hiko Ho no Ninigi. Bog Ošihomimi naredio mu je da siđe sa Neba i umesto njega da vlada zemljom trščanih polja. Niko Ho No Ninigi silazi na zemlju kao tek rođena beba. To je odraz obreda ustoličenja novog cara, koji simbolizuje rađanje novog života.

### Bog Sarutabiko kao predvodnik
Kada je bog Hiko Ho no Ninigi trebalo da siđe sa Neba, na osmokrakom nebeskom raskršću (mesto koje se nalazi između Neba i Zemlje, gde se ukršta mnogo puteva) stajao je neki bog koji je svojim prisustvom obasjavao i Nebo i Zemlju. Boginja Amaterasu i bog Takagi poslaše boginju Ame no Uzume (boginja koja je igrala šamansku ulogu prilikom izvlačenja Amaterasu iz pećine) da ga pita ko je on. Kada ga je ona to upitala on joj odgovori da je zemaljski bog po imenu Sarutabiko i da je došao da dočeka Nebeskog princa i da mu bude na usluzi kao predvodnik.

### Unuk nebeske boginje silazi sa Neba
Bog Ho no Ninigi onda siđe sa neba u pratnji pet starešina plemena. Tada mu Velika boginja Amaterasu dade nisku dragulja i ogledalo, kojima su je izmamili iz pećine , kao i mač Kusanagi. Ovo su tri sveta blaga, simbol legitimiteta carstva i ovde se prvi put pominju zajedno. Zatim posla i boga Omoikanea, boga Tađikaraoa (bog koji ju je izvukao iz pećine) i boga Ameno Ivatovakea i reče Ninigiju: ,,Smatraj da je ovo ogledalo sam moj duh i klanjaj mu se kao da se klanjas meni. Neka zatim bog Omoikane preuzme obrede i neka ih vrši meni u slavu.” Ova dva boga, Amaterasu i Omoikane danas se slave u svetilištu Ise, u prefekturi Mie. Tada je Ninigi napustio nebeski kameni presto, razgrnuo nebeske oblake a zatim kročio na lebdeći nebeski most pa odatle sišao na sveti vrh planine Takaćiro u zemlji Himuka na ostrvu Cukuši. Tada reče: ,,Ovo je mesto okrenuto ka zemlji Kara (Korejsko poluostrvo), i put odavde vodi pravo do rta Kasasa, ovo je zemlja koju neposredno obasjava jutarnje sunce i u kojoj sija večernje sunce. Zato je ovo mesto nadasve dobro.“ Zatim sagradi svoju palatu i tu se nastani.

### Boginja Ame no Uzume i bog Sarutabiko
Bog Ho no Ninigi reče boginji Ame no Uzume da će kao nagradu što je otpratila boga Sarutabikoa i otkrila ko je on, uzeti njegovo ime i ulogu na carskom dvoru i služiti mu. Zbog ove zapovesti, pripadnici plemena Sarume no Kimi (čija ja pretkinja bila upravo Ame no Uzume) nose ime muškog boga Sarutabikoa a njihove žene nazivaju Sarume no Kimi. Kada se boginja Ame no Uzume, otprativši boga Sarutabikoa, vrati u svoje mesto, okupi sve ribice i upita ih da li će služiti potomku Nebeske boginje. Sve ribice odgovoriše da hoće osim morskog krastavca koji je ćutao. Tada boginja uze bodež i proreza mu usta. Zato su danas usta morskog krastavca prorezana. Zbog toga, kada se carskom dvoru prinosi prvi ulov morskih plodova, daruje se i pripadnicima plemena Sarume no Kimi. Bogu Sarutabikou, dok je lovio ribu, ruku uhvati bismerna školjka koja ga povuče u more i on se udavi. Kada je potonuo do samog dna, dobi ime Sokodoku Mitama (sveti duh koji je stigao do dna), kada morska voda zagrgota ime mu beše Cubutacu Mitama (sveti duh koji ispusta mehuriće), a kada se more zapenuša zove se Avasaku Mitama (sveti duh koji penuša vodu). Ovo trojstvo ukazuje na njegovog nosioca, primorski narod Ama. Ovaj narod čiji su bogovi Suratabiko i Ame no Uzume, izvodili su na carskom dvoru ples koji predstavlja davljenika, u znak pokornosti caru.

### Kletva na venčanju Konohana no Sakujabime i Hiko Ho no Ninigija
Jednoga dana, bog srete prelepu devojku. Upita je za ime a ona odgovori da se zove Konohana no Sakujabime (princeza procvalog cveća). Niko no Ninigi reši da je uzme za ženu i obrati se njenom ocu, bogu Oojamacumiju za dozvolu. Bog Oojamacumi se veoma obradovao kad je cuo ovo i dade mu za ženu i svoju stariju kći Ivanagahime (princeza večnog kamena). Pošto je starija sestra bila strašno ružna, Ninigi se prepade kad je ugleda te je posla natrag a zadrža samo mlađu sestru. Bog Oojamacumi se postide što je Ivanagahime vraćena i reče mu da je zadržao i stariju sestru životi njihove dece bili bi večni poput stena a pošto je zadržao samo mlađu, životi će im biti kratkotrajni poput cvetova na drvetu. Zato se smatra da životi careva nisu dugovečni. Nakon nekog vremena Sakujabime zatrudne i kada je rekla to svom mužu on joj nije verovao da je dete njegovo jer su proveli samo jednu noć zajedno. Princeza mu zatim reče da će se dete srećno roditi samo ako je njegovo. Zatim sagradi porodiljsku odaju bez vrata, uđe u nju, zatvori je blatom a kada je došlo vreme za porođaj zapali vatru. Sve troje dece rodilo se neozleđeno, dokazujući da su sinovi Nebeskog boga. Prvo dete je bio bog Hoderi, drugo Hosuseri a treće se zvalo Hoori, poznat i kao bog Amacuhiko Hiko Hohodemi.

## Hoori

### Ribar i Lovac
Bog Hoderi bio je ribar a njegov brat bog Hoori lovac. Jednoga dana bog Hoori htede da zameni sa bratom oruđa za lov. Hoderi je prvo odbijao ali je posle nekog vremena popustio i pristao na razmenu. Kada je bog Hoori konačno dobio udicu, on ne samo što nije ulovio nijednu ribu već je slučajno izgubio udicu u moru. Njegov stariji brat je tražio da mu vrati udicu a kada mu je Hoori rekao da ju je izgubio u moru i da će mu napraviti novu, pa čak i kada je napravio hiljadu novih udica, Hoderi odbi da ih uzme, želeći samo svoju udicu.

### Poseta morskoj palati
I tako mlađi brat je plakao i jadikovao na obali mora, kada na njega naiđe bog Šiocući, bog Duh morskih struja (često se pojavljuje u vidu vidu mudrog i iskusnog starca). Upita ga zašto plače i kada mu Hoori objasni šta se desilo starac mu obeća da će mu pomoći. Prvo mu dade čamčić od gusto ispletenih bambusovih stabljika, ukrca ga i reče mu da se drži morskih struja koje će ga odvesti u palatu sagrađenu od mnoštva zgrada u obliku ribljih krljušti i da je to palata boga Vatacumija, boga mora. Kada stigne tamo treba da potraži izvor pored kapija, da sedne na sveto drvo kacuru i sačeka da ga primeti kći Boga mora. Tako bog Hoori i uradi. Kada sluškinje princeze dođoše da zahvate vodu primetiše Hoorija a on ih zamoli da mu daju malo vode, međutim umesto da je popije skide dragulj koji je nosio oko vrata, stavi ga u usta i ispljunu u bokal. Dragulj se tako čvrsto zabode da sluškinje nisu mogle da ga izvade. Onda su bokal sa draguljem odnele princezi i rekle joj šta se desilo i kako su srele čudnog mladića. Tojotamabime, kako se zvala princeza, reši da izađe i vidi tog čudnog mladića. Mladić joj se dopao i rekla je ocu da ispred njihove kapije stoji neki mladić. Bog mora je prepoznao Hoorija i uveo ga unutra, priredio gozbu i odmah mu dao svoju kći Tojotamabime za ženu. Hoori se tu zadržao tri godine.

### Potčinjavanje bogaHoderija
No, bog Hoori setio se jednoga dana kako je sve počelo i duboko uzdahnu. Njegova žena primeti da nešto nije uredu pa reče svom ocu, Bogu mora. Bog mora zatim upita zeta šta ga muči i ovaj mu na posletku objasni zašto je uopšte sišao u more. Na to Bog mora sakupi sve morske ribe, velike i male i upita ih da li znaju gde je njegova udica, ribe odgovoriše da se zubatac žalio kako mu u grlu zapinje udica. Oni zatim pregledaše njegovo grlo i nađoše udicu, prvo su je izvadili a zatim oprali. Veliki bog Vatacumi mu onda ovako reče: ,,Kada budeš udicu vraćao svome bratu, ovako mu reci: ’Ovo je udica smušenosti, udica nestrpljenja i bede, udica gluposti’, a kada to izgovoriš, predaj mu je držeći je iza leđa. A ako tvoj brat zaseje visoka polja, ti zasej niska. Ako tvoj brat zaseje niska polja ti zasej visoka. Uradiš li tako, tvoj brat će pasti u bedu, jer ja vladam vodama. Uzme li ti to za zlo i krene u napad, ti izvadi biser plime Šiomicu i potopi ga, a ako zažali, ti izvadi biser oseke Šiofuru i poštedi mu život. Tako ćeš mu zadavati brige i mučiti ga." Zatim mu dade bisere, sazva morske pse i naredi jednom od njih da ga vrati u gornju zemlju. Tako i bi, ali bog Hoori pre nego što će da pusti morskog psa da se vrati natrag, odreši svoj bodež i zaveza mu ga oko vrata. Otuda ovog psa i danas zovu bog Sahimoći, bog sa bodežima (aluzija na oštre zube morskih pasa). I bog Hoori vrati udicu svome bratu i učini baš onako kako ga je Bog mora savetovao, i kada mu spasi život biserom oseke, Hoderi više ne mogaše da izdrži mučenje i obeća mu da će biti njegov verni čuvar i da će mu pokorno služiti.

### Bog Ugajafukiaezu
Onda i sama boginja Tojotamabime, kći Boga mora, dođe na gornju zemlju i reče mu da je noseća i da je vreme da se porodi. I tu na samoj obali mora sagradi porodiljsku kolibu a odmah zatim je obuzeše neizdržljivi trudovi i ona reče Hooriju da je ne gleda dok se bude porađala jer se sve tuđinke, kada dođe porođajni čas, vraćaju u svoj prvobitni oblik koje su imale u moru. Ali bog Hoori ipak ne mogavši da izdrži proviri i vide da se njegova žena pretvorila u morskog psa od osam hvati. On se uplaši i pobeže. Boginja Tojotamabime shvati da je on ipak pogledao pa se postidi, ostavi dete i vrati se u dubine, zatvorivši za sobom morske granice. Dete nazvaše Amacuhiko Hiko Nagisatake Ugajafukaezu. Princeza je ostavila bebu svojoj mlađoj sestri Tamajoribime kojoj poveri čuvanje deteta. Kada je odrastao, bog Ugajafukaezu uze za ženu svoju tetku Tamajoribime. Ona mu rodi četiri sinova među kojima i boga Kamujamato Ivarebika što je ime prvog cara zemlje Jamato.

## Mitološka bića
U japanskoj kulturi i tradiciji, postoje brojne priče o raznolikim bićima, sa natprirodnim moćima, koja su u stanju da se poigravaju i manipulišu ljudima. Kao jedan od opštih naziva za imenovanje ovih bića koristi се Jokai (Yōkai).

## Literatura
- Simonović Simon, prevodioci: Hiroši Jamaski-Vukelić, Danijela Vasić, Dalibor Kličković, Divna Glumac, Kođiki: zapisi o drevnim događajima, Beograd: Rad, 2008.
- George Williams Aston, Sintoizam: drevna religija Japana, Beograd: Liber, 2010.

## Spoljašnje veze
- Japanska mitologija, šinto (језик: српски)
- Priča o Izanamiju i Izanagi: Mit o nastanku (језик: енглески)
- Mit o bogu Susano i boginji Amaterasul[мртва веза] (језик: енглески)